# Pseudoxyops borelli
Pseudoxyops borelli es una especie de mantis de la familia Mantidae.

## Distribución geográfica
Se encuentra en Argentina.